# Ilija Brozović
Ilija Brozović (rođen 26. svibnja 1991.) je hrvatski rukometaš. Trenutačno igra za TSV Hannover Burgdorf. 
Prvi profesionalni klub mu je RK Metković. Osvojio je:
- 4 x Dukat premier league (hrvatsku ligu)(RK Zagreb)
- 4 x 4xHrvatski kup (RK Zagreb)
- 1 x SEHA liga(RK Zagreb) te s THW Kielom DHB Pokal.